# Tricrania murrayi
Tricrania murrayi is een keversoort uit de familie van oliekevers (Meloidae). De wetenschappelijke naam van de soort is voor het eerst geldig gepubliceerd in 1860 door LeConte.